# Carina Witthöft
Carina Witthöft (Wentorf bei Hamburg, 16 de Fevereiro de 1995) é uma tenista profissional alemã.

## ITF finais (10–7)

### Simples (9–7)
| Legenda           |
| ----------------- |
| $100,000 torneios |
| $75,000 torneios  |
| $50,000 torneios  |
| $25,000 torneios  |
| $15,000 torneios  |
| $10,000 torneios  |

| Finais por Piso |
| --------------- |
| Duro (3–2)      |
| Saibro (5–5)    |
| Grama (0–0)     |
| Carpete (1–0)   |

| Posição | N. | Data              | Torneio                       | Piso        | Oponente             | Placar             |
| ------- | -- | ----------------- | ----------------------------- | ----------- | -------------------- | ------------------ |
| Campeã  | 1. | 25 Abril 2011     | Zell am Harmersbach, Alemanha | Saibro      | Vanessa Henke        | 4–6, 6–3, 6–4      |
| Vice    | 1. | 18 Julho 2011     | Horb am Neckar, Alemanha      | Saibro      | Paula Kania          | 6–4, 4–6, 5–7      |
| Campeã  | 2. | 25 Junho 2012     | Ystad, Suécia                 | Saibro      | Valeria Solovyeva    | 6–2, 6–1           |
| Campeã  | 3. | 23 Julho 2012     | Wrexham, Reino Unido          | Duro        | Donna Vekić          | 6–2, 6–7(4–7), 6–2 |
| Vice    | 2. | 30 Julho 2012     | Bad Saulgau, Alemanha         | Saibro      | Mervana Jugić-Salkić | 2–6, 4–6           |
| Vice    | 3. | 4 Março 2013      | Sutton, Reino Unido           | Duro (i)    | Stephanie Vogt       | 6–3, 4–6, 3–6      |
| Campeã  | 4. | 5 Agosto 2013     | Hechingen, Alemanha           | Saibro      | Laura Thorpe         | 6–1, 6–4           |
| Vice    | 4. | 2 Setembro 2013   | Alphen aan den Rijn, Holanda  | Saibro      | Arantxa Rus          | 6–4, 2–6, 2–6      |
| Vice    | 5. | 23 Junho 2014     | Stuttgart, Alemanha           | Saibro      | Mariana Duque        | 7–5, 2–6, 2–6      |
| Vice    | 6. | 7 Julho 2014      | Aschaffenburg, Alemanha       | Saibro      | Lesley Kerkhove      | 5–7, 3–6           |
| Campeã  | 5. | 4 Agosto 2014     | Hechingen, Alemanha           | Saibro      | Laura Siegemund      | 4–6, 6–4, 6–3      |
| Campeã  | 6. | 1 Setembro 2014   | Barnstaple, Reino Unido       | Duro (i)    | Viktorija Golubic    | 6–2, 6–4           |
| Campeã  | 7. | 8 Setembro 2014   | Saint-Malo, França            | Saibro      | Alberta Brianti      | 6–0, 6–1           |
| Vice    | 7. | 15 Setembro 2014  | Shrewsbury, Reino Unido       | Duro (i)    | Océane Dodin         | 4–6, 3–6           |
| Campeã  | 8. | 13 Outubro 2014   | Joué-lès-Tours, França        | Duro (i)    | Urszula Radwańska    | 6–3, 7–6(8–6)      |
| Campeã  | 9. | 16 Fevereiro 2015 | Altenkirchen, Alemanha        | Carpete (i) | Antonia Lottner      | 6–3, 6–4           |